# Zonotrichia
Zonotrichia är ett släkte med fem arter i familjen amerikanska sparvar. Fyra av arterna häckar i Nordamerika medan den femte, morgonsparv, häckar på höglandet från de allra sydöstligaste delarna av Mexiko till Tierra del Fuego, och på ön Hispaniola. Arterna har alla brun ovansida med distinkt tecknade huvuden i svart. 

## Ekologi
Honorna bygger skålformiga bon av växtmaterial fodrade med gräs. Boet placeras på marken eller lågt i träd eller i en nisch på byggnader. Äggen är brunspräckliga och blå eller grönaktiga vilka honan ruvar i tolv till 14 dygn. Båda föräldrar tar hand om ungarna. De födosöker på marken och lever främst av frön, insekter, spindlar men även bär.

## Arter
- Morgonsparv (Zonotrichia capensis)
- Vitstrupig sparv (Zonotrichia albicollis)
- Kanadasparv (Zonotrichia querula)
- Gulkronad sparv (Zonotrichia atricapilla)
- Vitkronad sparv (Zonotrichia leucophrys)

## Bildgalleri

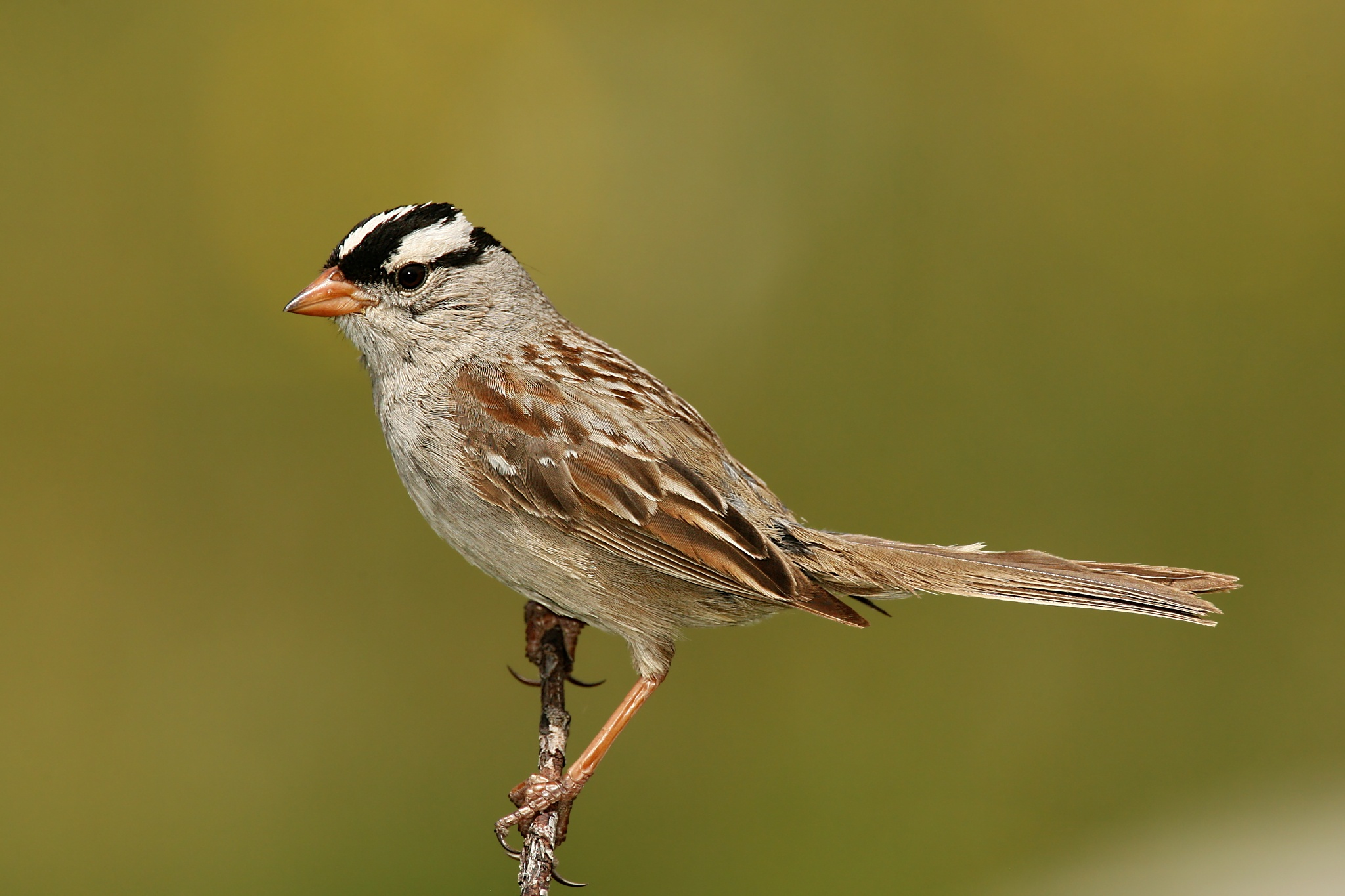
Vitkronad sparv (Zonotrichia leucophrys)
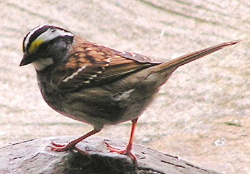
Vitstrupig sparv (Zonotrichia albicollis)
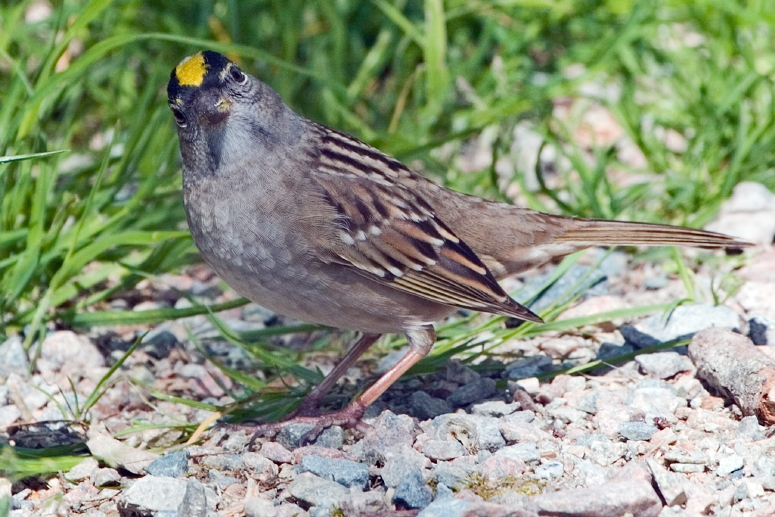
Gulkronad sparv (Zonotrichia atricapilla)
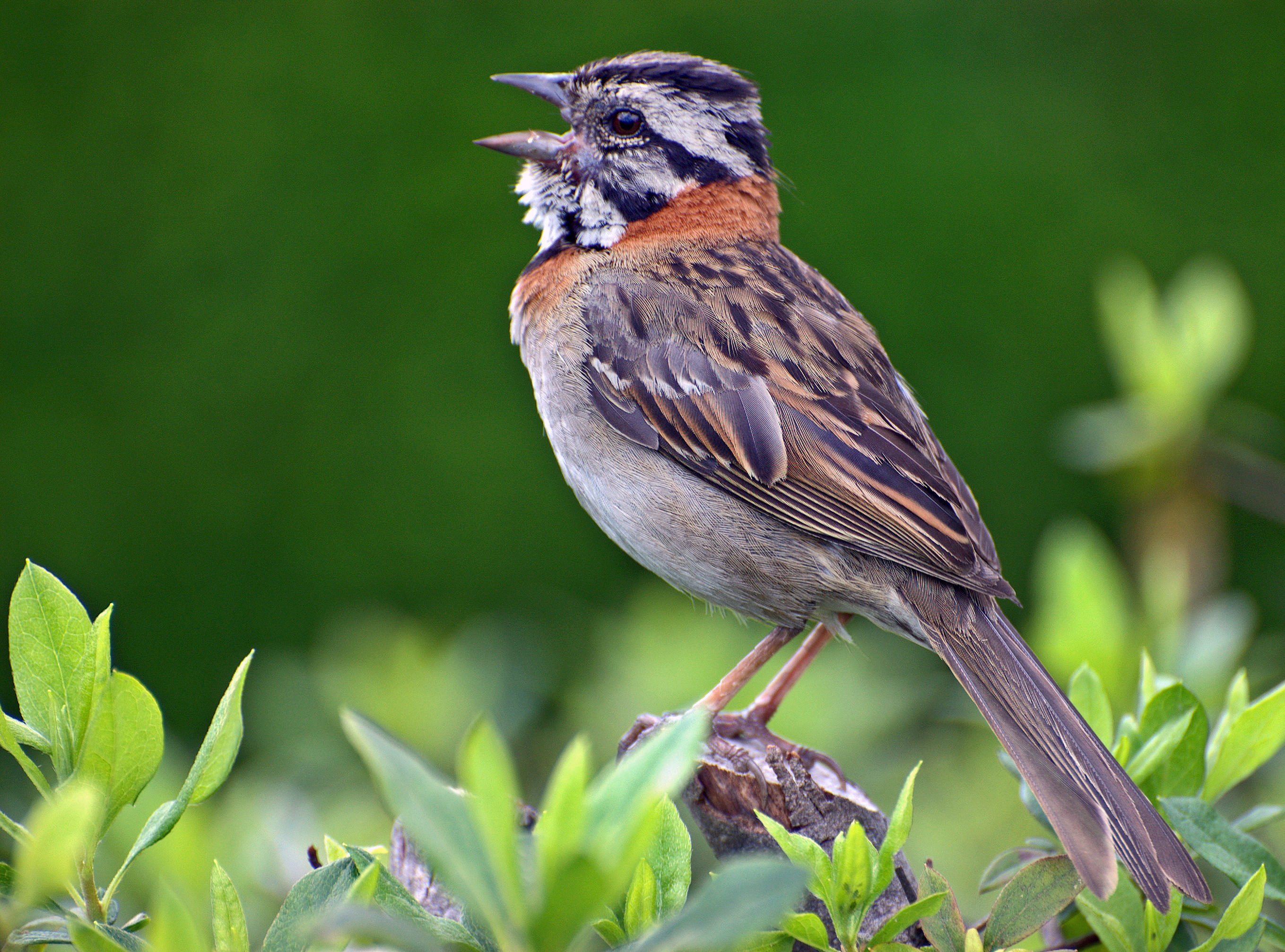
Morgonsparv (Zonotrichia capensis)